# 克里斯蒂娜·弗兰克
克里斯蒂娜·弗兰克（德語：Christine Francke，1974年6月12日—），德国女子足球运动员，场上位置是守门员。她曾代表德国国家队参加瑞典举行的1995年国际足联女子世界杯，结果队伍获得亚军。她也曾入选1996年夏季奥运会德国女子足球队名单，但并未上场参赛。